# Stéphane Belzère
 (juin 2022).
La mise en forme du texte ne suit pas les recommandations de Wikipédia : il faut le « wikifier ».
Les points d'amélioration suivants sont les cas les plus fréquents. Le détail des points à revoir est peut-être précisé sur la page de discussion.
- Les titres sont pré-formatés par le logiciel. Ils ne sont ni en capitales, ni en gras.
- Le texte ne doit pas être écrit en capitales (les noms de famille non plus), ni en gras, ni en italique, ni en « petit »…
- Le gras n'est utilisé que pour surligner le titre de l'article dans l'introduction, une seule fois.
- L'italique est rarement utilisé : mots en langue étrangère, titres d'œuvres, noms de bateaux, etc.
- Les citations ne sont pas en italique mais en corps de texte normal. Elles sont entourées par des guillemets français : « et ».
- Les listes à puces sont à éviter, des paragraphes rédigés étant largement préférés. Les tableaux sont à réserver à la présentation de données structurées (résultats, etc.).
- Les appels de note de bas de page (petits chiffres en exposant, introduits par l'outil «  Source ») sont à placer entre la fin de phrase et le point final[comme ça].
- Les liens internes (vers d'autres articles de Wikipédia) sont à choisir avec parcimonie. Créez des liens vers des articles approfondissant le sujet. Les termes génériques sans rapport avec le sujet sont à éviter, ainsi que les répétitions de liens vers un même terme.
- Les liens externes sont à placer uniquement dans une section « Liens externes », à la fin de l'article. Ces liens sont à choisir avec parcimonie suivant les règles définies. Si un lien sert de source à l'article, son insertion dans le texte est à faire par les notes de bas de page.
- La présentation des références doit suivre les conventions bibliographiques. Il est recommandé d'utiliser les modèles {{Ouvrage}}, {{Chapitre}}, {{Article}}, {{Lien web}} et/ou {{Bibliographie}}. Le mode d'édition visuel peut mettre en forme automatiquement les références.
- Insérer une infobox (cadre d'informations à droite) n'est pas obligatoire pour parachever la mise en page.

Pour une aide détaillée, merci de consulter Aide:Wikification.
Si vous pensez que ces points ont été résolus, vous pouvez retirer ce bandeau et améliorer la mise en forme d'un autre article.
 (juin 2022).

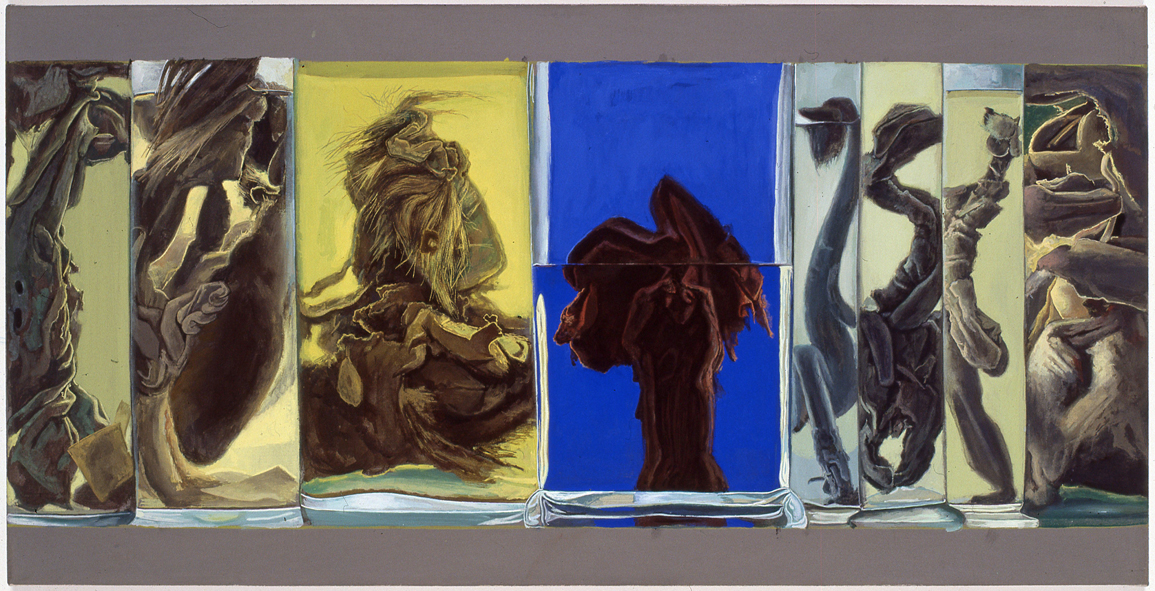
Bocaux Anatomiques no 32, peinture vinylique sur toile,.

Stéphane Kreienbühl, dit Stéphane Belzère, est un artiste peintre franco-suisse. Né en 1963 à Argenteuil, il vit et travaille entre Paris et Bâle.

## Biographie
Fils des peintres Jürg Kreienbühl et Suzanne Lopata, il passe les cinq premières années de sa vie en Suisse alémanique chez ses grands-parents paternels avant de rentrer à Cormeilles-en-Parisis chez ses parents.
Pendant ses études aux Beaux-Arts de Paris dont il est diplômé en 1990, il assiste ses parents dans diverses tâches, allant de la préparation de leurs supports de peinture jusqu’à l’organisation de leurs expositions. Influencé par le réalisme de son père, il y réalise ses premières peintures sur le motif, comme la collection de plâtres antiques de l’école des Beaux-Arts cassés par les étudiants en 1968 et remisés depuis lors dans les caves de l’institution.
De 1991 à 1994, il séjourne régulièrement à Berlin où il décrit le paysage urbain et les traces de l’histoire récente de la ville après la chute du mur : tunnels entre Berlin-Est et Berlin-Ouest, immeubles délabrés, arrière-cours d’immeubles…
En 1995, il revient au Muséum national d'histoire naturelle de Paris où il avait accompagné son père quelques années auparavant. Il peint directement dans la salle des pièces molles du Museum des cerveaux et des organes génitaux d’animaux conservés dans le formol. Il développe cette thématique de la chair dans une autre série, les "Tableaux-saucisses" : « en peignant d’après des bocaux de conserves alimentaires et anatomiques qui servaient de modèles, je me suis livré à une sorte d’exploration de la sensation d’attraction-répulsion, des limites de la notion de beau et de laid. J’ai ainsi constitué une collection de bocaux contenant des aliments, en faisant d’innombrables visites dans les magasins alimentaires et les supermarchés, tandis qu’en parallèle, je peignais les bocaux de la collection dite "des pièces molles" réunies dans la section anatomie comparée du Muséum National d’Histoire Naturelle. La mise en visibilité des chairs, que ce soit pour la consommation ou pour l’usage scientifique, me fascinait ».
L’intérêt pour la transparence le conduit aux "Tableaux longs" en observant des sédiments déposés au fond des bocaux de préparation anatomique. Agrandies par l'effet grossissant des verres, ces strates de matières délitées évoquent des paysages glaciaires et des paysages intérieurs, entre figuration et abstraction.
De 1995 à 2013, il réalise dans son atelier de Berlin une série de tableaux de petit format, appelée "Reflets nocturnes", arrêtée au nombre de sept cents le jour de son cinquantième anniversaire. Sorte de journal intime, il peint son portrait nocturne en pied, souvent nu, dans le reflet de la fenêtre de son atelier.
En 2003, il est le lauréat du concours lancé par le ministère de la culture et de la DRAC Midi-Pyrénées pour la réalisation des vitraux de la cathédrale Notre-Dame de Rodez. Achevé en 2007 en collaboration avec les ateliers Duchemin, son travail repose sur l’idée du flux de la lumière et de la vie qui vient irriguer l’ensemble des chapelles, introduire une dynamique et une fluidité symbolisant la vie et son perpétuel renouvellement. Il a tenté de renouveler l’image de Dieu et des saints dans un langage plus contemporain et compréhensible, en insérant des éléments plus abstraits dans l’iconographie religieuse, comme la reproduction d’une Imagerie par résonance magnétique (IRM), le schéma du système nerveux ou du réseau sanguin pour symboliser la pensée divine et figurer l’immatériel.
Parallèlement, il produit aussi des installations, qu’il appelle "Vitraux chimiques", en disposant sur des étagères des flacons de produits d’entretien aux formes et couleurs différents où la lumière joue des effets de transparence.
Entre la fin 2007 et le début 2008, il bénéficie de trois expositions simultanément : au Musée cantonal de zoologie de Lausanne, au Musée des Beaux-Arts Denys-Puech de Rodez et à la Chapelle Saint-Jacques de Saint-Gaudens. En 2013, le Musée d’art de Pully lui consacre une exposition centrée sur ses « Tableaux longs » à la suite de son obtention du prix FEMS de la Fondation Sandoz en 2011. En 2021, le Musée d'Art moderne et contemporain de Strasbourg (MAMCS) l’a invité à investir pendant un an et demi une salle du musée ; cette exposition intitulée "Mondes Flottants" est pensée comme un dialogue entre ses peintures et une installation spécialement conçue pour l’occasion avec les collections du Musée zoologique de la ville de Strasbourg.
Entre figuration et abstraction, son œuvre offre une réflexion sur la conservation des chairs, la représentation du corps, le cerveau et la mémoire que Stéphane Belzère traite en s’intéressant à la relation entre forme et informe, aux reflets, aux variations de la lumière, à la transparence et la couleur.

## Expositions

### Expositions personnelles (sélection)
- 2021-2023 : Mondes flottants, Musée d'Art moderne et contemporain de Strasbourg
- 2018 : Szenographie einer Familie - Werke von Stéphane Belzère, Psychiatrie Museum, Bern
- 2015 : Pensées colorées, Hommage au peintre Jürg Kreienbühl, Galerie Franz Mäder, Basel
- 2013 : Nachtspiegelungen-Reflets nocturnes, Lage Egal Raum für aktuelle Kunst, Berlin
- 2013 : Le projet des tableaux longs - Prix Fems, Musée de Pully, Lausanne
- 2013 : Œuvres sur papier, Centre d’art, Cesson-Sévigné
- 2011 : Vagues, tourbillon et autres turbulences, Galerie Nicolas Silin, Paris
- 2010 : Überblick, Galerie Mäder, Basel
- 2010 : Radboud University Medical Center, Nijmegen
- 2009 : Portraits de famille, etc…, Galerie RX, Paris
- 2008 : Reflets nocturnes, Centre d'art contemporain Chapelle Saint-Jacques, Saint-Gaudens
- 2008 : Peintures etc…, Musée des Beaux-Arts Denys-Puech, Rodez
- 2007 : Peintures en bocal/bocal de peinture, Musée cantonal de zoologie de Lausanne
- 2006 : Peintures d’après nature, Centre d’art, Épinal
- 2005 : Vitrail chimique et peintures récentes, Galerie RX, Paris
- 2003 : Conserves peintes - Eingemachtes, Café au lit, Paris
- 2003 : Le Fruit de la rencontre - Histoires de bocal, Musée Raymond Lafage, Lisle-sur-Tarn
- 1998 : Alles ist Wurst - Tout est saucisse, Association Fantom e.V., Berlin
- 1997 : Tout est saucisse - Alles ist Wurst, Galerie Art & Patrimoine, Paris

### Expositions collectives (sélection)
- 2022 : De l’Onirique à la lumière, Château de Taurines
- 2022 : Stéphane Belzère, Diaquarelles - Elisa Haberer, photographies, La nouvelle galerie, Cologne
- 2022 : Memento Espace départemental d’art contemporain, Auch
- 2020 : Pop-Up Artistes, Fondation Fernet-Branca, Saint-Louis
- 2020 : Vitraux d’artistes, de Notre-Dame de Paris à l’abbaye royale de Fontevraud, Abbaye Notre-Dame de Fontevraud
- 2018 : Vitrail contemporain, Couvent de la Tourette, Évreux
- 2018 : Jürg Kreienbühl, Suzanne Lopata, Stéphane Belzère, Kunsthaus Interlaken
- 2015 : L'art dans tous ses états, Œuvres de la collection du FRAC Ile-de-France, Les Réservoirs, Limay
- 2015 : Le vitrail contemporain, Cité de l'architecture et du patrimoine, Paris
- 2014 : Frisch gemalt, Museum Bruder Klaus, Sachseln
- 2012 : Memento, carte blanche à Karim Ghaddab, L’H du Siège - Centre d'art contemporain, Valenciennes
- 2011 : Veilleurs de nuit, centre d’art de Tanlay, Château de Tanlay
- 2011 : La lune en parachute, 20 ans, Centre d’art, Épinal
- 2010 : CARNE, Le 104, Paris
- 2010 : Artistes dans la ville, Musée des Beaux-Arts de Saint-Lô
- 2009 : Open studios, Christoph Merian Stiftung, Basel
- 2009 : Animalia, Musée Barrois, Bar-le-Duc
- 2009 : Stéphane Belzère invite…Marc Desgrandchamps, Sylvie Fajfrowska, Régine Kolle, François Mendras, Anne Neukamp, Françoise Pétrovitch, Renaud Regnery, Philippe Segond, Xiao Fan, Galerie RX, Paris
- 2009 : Eaux d’ici, Eaux de là, Chamalot-Résidence d’artistes
- 2008 : On line, Centre d'art contemporain, Saint-Restitut
- 2008 : Nourritures, corps et âme, Abbaye Saint-Germain/Centre d'art de l'Yonne, Auxerre
- 2007 : L’Invitation au bocal, Frédérique Lucien-Stéphane Belzère, Galerie municipale Jean-Collet, Vitry
- 2007 : Artificialia 3, MABA - Maison d'art Bernard-Anthonioz, Nogent-sur-Marne
- 2006 : A taille humaine, ArtSénat, Paris
- 2006 : Quintessence, École supérieure des beaux-arts de Nîmes
- 2005 : Artificialia 2, Musée Barrois, Bar-le-Duc
- 2005 : L'inquiétante étrangeté des objets, Œuvres du FRAC Ile-de-France, Musée Gatien-Bonnet, Lagny-sur-Marne
- 2005 : Lumières contemporaines, Centre international du vitrail, Chartres
- 2004 : De leur Temps, MUba Eugène-Leroy, Tourcoing
- 2002 : L’art d’être bête, l’animal dans l’art de Goya à nos jours, École d'Art Claude Monet, Aulnay-sous-Bois
- 2001 : L'Autoportrait contemporain, Musée de Menton
- 1996 : Die Kraft der Bilder, Martin-Gropius-Bau, Berlin

## Prix (sélection)
- 2011 : Prix FEMS, Fondation Edouard et Maurice Sandoz, Pully
- 1997 : Prix Paul Louis Weiler, Institut de France
- 1997 : Prix de la fondation Coprim pour l'art contemporain
- 1990 : Prix d'Aumale, prix Alphonse Cellier, institut de France
- 1986 : Prix Fondation Princesse Grace, Monaco

## Commandes (sélection)
- 2018 : Réalisation de peintures en fixé sous verre, maternité de l’Hôpital Mignot, Versailles
- 2017 : Réalisation d'un diorama d'après Louis Daguerre, Musée de Cormeilles-en-Parisis
- 2016 :Réalisation de peintures murales, lycée professionnel Leon Blum, Villefranche-de-Lauragais
- 2003-2007 : Commande publique du ministère de la culture et de la DRAC Midi-Pyrénées pour la conception de baies vitrées pour la cathédrale de Rodez
- 1987 : Réalisation d'un diorama d'après Louis Daguerre, Cormeilles-en-Parisis

## Collections publiques et privées
- Kunstmuseum (Bâle)
- FRAC Île-de-France
- Musée d'Art moderne et contemporain de Strasbourg
- Musée de Boulogne-Billancourt
- Fondation d'art contemporain Daniel et Florence Guerlain
- Fondation Colas
- Fondation Sandoz
- Christoph Merian Stiftung
- Collection Weber Bank
- Kunstcollectie UMC St Radboud